# Presidente de la Junta de Andalucía
El presidente de la Junta de Andalucía, según su Estatuto de Autonomía, dirige y coordina la actividad del Consejo de Gobierno, coordina la administración de la comunidad autónoma, designa y separa a los consejeros y ostenta la suprema representación de la comunidad autónoma y la ordinaria del Estado en Andalucía. Se elige por el Parlamento de Andalucía entre sus miembros y es nombrado por el rey.

## Elección
La Junta de Andalucía se define como un sistema parlamentario, por lo que la presidencia de esta no es elegida por sufragio universal directo, sino que el Parlamento la elige al comienzo de cada legislatura.
Es la presidencia del Parlamento quien, tras consultar a los portavoces de los grupos parlamentarios, propone un candidato a la jefatura del ejecutivo. El candidato o candidata, para ser elegido, debe presentar su programa, y seguidamente obtener mayoría absoluta en primera votación. Si no la consiguiese, se procedería a una segunda votación dos días después de la primera, en la que será suficiente para obtener la presidencia a través de mayoría simple. Si no se diese el caso, se procedería con las demás propuestas de manera similar. Si en dos meses ningún candidato hubiese obtenido la presidencia de la Junta, se disolverá el Parlamento y se convocarán nuevas elecciones.

## Investidura
Una vez elegido el presidente de la Junta por el Parlamento, este hecho se comunica al rey para su nombramiento oficial. Tras esto, el presidente procederá a nombrar a los consejeros y a distribuir entre ellos las funciones ejecutivas.

## Funciones y responsabilidades
El Estatuto de Autonomía de Andalucía define las funciones y responsabilidades ante el Parlamento del Presidente de la Junta en el artículo 117 del capítulo tercero del Título IV.
El presidente es por un lado, jefe del ejecutivo andaluz, y por otro, máximo representante de Andalucía de cara tanto al resto de España como al extranjero. De la misma manera, es a la vez representante del Estado en Andalucía. 
Esta función de representante de la nación se distingue de la de delegado del Gobierno, alto funcionario del Estado que representa al Gobierno central y que dirige las administraciones y servicios descentralizados de la Administración General del Estado en Andalucía. El delegado del Gobierno mantiene las relaciones de cooperación y coordinación entre la Administración del Estado y sus organismos públicos y los correspondientes de ámbito autonómico y local.
En tanto que jefe del ejecutivo, este dirige y coordina la acción de gobierno del Consejo de Gobierno de Andalucía, del que nombra y separa a los consejeros, sobre los que puede delegar temporalmente funciones ejecutivas propias. Tiene la autoridad sobre el conjunto de la administración propia de la comunidad autónoma de Andalucía.
Es responsable políticamente ante el Parlamento de Andalucía. Puede convocar consultas populares para asuntos de interés autonómico, a excepción de los referéndums, que son de competencia nacional y requieren autorización de las Cortes Generales. En caso de infracción o delito en el ejercicio de sus funciones, debe comparecer ante la Sala de lo Penal del Tribunal Supremo. Ante este mismo se le podrá exigir la responsabilidad civil en que hubiera incurrido el presidente de la Junta con ocasión del ejercicio de su cargo.

## Presidencia de la Junta de Andalucía

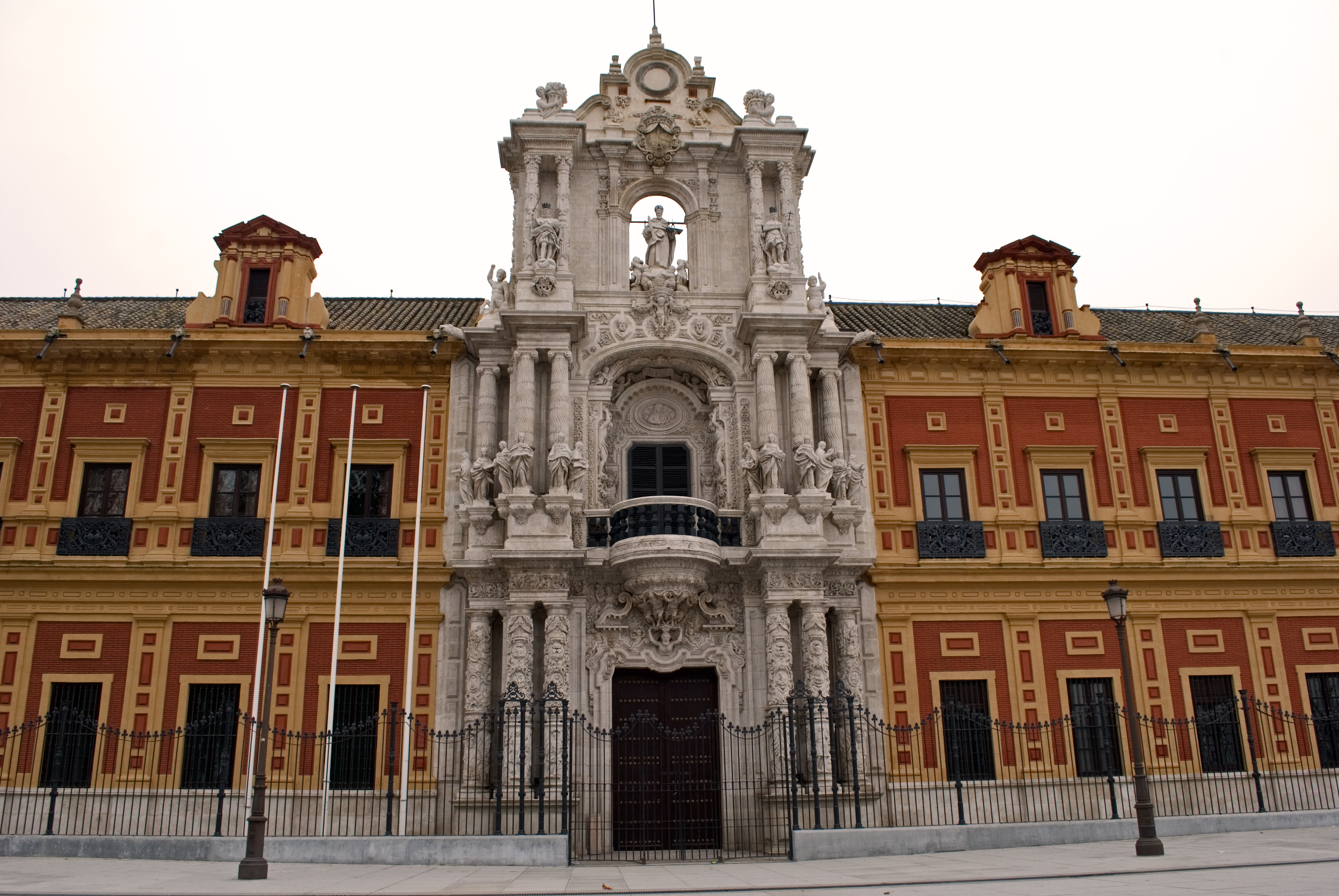
Palacio de San Telmo en Sevilla, residencia oficial del presidente o presidenta de Andalucía.

Para llevar a cabo sus funciones constitucionales, el Presidente de la Junta de Andalucía cuenta con una estructura de apoyo realizada por la Consejería de la Presidencia, Interior, Diálogo Social y Simplificación Administrativa, que tiene su sede en el Palacio de San Telmo. La actual consejería se constituyó el 26 de julio de 2022, si bien, originalmente se constituyó en 1982 bajo el nombre de Consejería de Presidencia.
El palacio es la sede de la presidencia desde el 19 de septiembre de 1989, cuando se firmó un convenio entre la Junta de Andalucía y la archidiócesis de Sevilla por el que se cedía el edificio para que fuese sede de la presidencia. A cambio, la Junta de Andalucía se obligaba a construir una Escuela de Formación del Profesorado en la Isla de la Cartuja, un nuevo Centro de Estudios Teológicos en la avenida de la Palmera, un seminario y una residencia sacerdotal, a la rehabilitación del Palacio Arzobispal de Sevilla y a la creación y mantenimiento de templos. Además, también se comprometía a la constitución y dotación con mil millones de pesetas de la Fundación Infanta María Luisa de Orleans. Tras tres años en los que se sometió a un proceso de restauración por parte de Guillermo Vázquez Consuegra, el palacio comenzó a ser sede del gobierno andaluz en 1992.

## Listado de presidentes
El primer titular de la Junta de Andalucía fue Rafael Escuredo. Antes de 1982, los presidentes de la primera (1978-1979) y segunda (1979-1982) Junta Preautonómica fueron Plácido Fernández Viagas y el propio Escuredo, respectivamente, ambos del PSOE.

### Transición preautonómica
| Presidente de la Junta Preautonómica | Presidente de la Junta Preautonómica | Presidente de la Junta Preautonómica | Presidente de la Junta Preautonómica | Inicio del mandato  | Fin del mandato               | Duración del mandato | Legislatura   | Legislatura | Legislatura | Legislatura | Legislatura                | Legislatura                 | Gobierno         |
| ------------------------------------ | ------------------------------------ | ------------------------------------ | ------------------------------------ | ------------------- | ----------------------------- | -------------------- | ------------- | ----------- | ----------- | ----------- | -------------------------- | --------------------------- | ---------------- |
|                                      |                                      |                                      | Plácido Fernández Viagas             | 27 de mayo de 1978  | 2 de junio de 1979 (dimisión) | 1 año y 6 días       | Preautonómica |             |             |             |                            | Coalición PSOE+UCD+PCE+Ind. | Fernández Viagas |
|                                      |                                      | Rafael Escuredo Rodríguez            | 2 de junio de 1979                   | 3 de agosto de 1982 | 3 años, 2 meses y 1 día       |                      | Preautonómica |             |             |             | Coalición PSOE+UCD+PCE+PSA | Escuredo I                  |                  |

### Junta de Andalucía
| Presidente de la Junta de Andalucía | Presidente de la Junta de Andalucía | Presidente de la Junta de Andalucía         | Presidente de la Junta de Andalucía | Inicio del mandato  | Fin del mandato                | Duración del mandato       | Legislatura                      | Legislatura              | Legislatura                 | Legislatura                           | Gobierno    |
| ----------------------------------- | ----------------------------------- | ------------------------------------------- | ----------------------------------- | ------------------- | ------------------------------ | -------------------------- | -------------------------------- | ------------------------ | --------------------------- | ------------------------------------- | ----------- |
| 1                                   |                                     |                                             | Rafael Escuredo Rodríguez           | 3 de agosto de 1982 | 14 de marzo de 1984 (dimisión) | 1 año, 7 meses y 11 días   | i (1982)                         |                          |                             | Absoluta PSOE-A                       | Escuredo II |
| 2                                   |                                     | José María Rodríguez de la Borbolla Camoyán | 14 de marzo de 1984                 | 29 de julio de 1986 | 6 años, 4 meses y 12 días      | Rodríguez de la Borbolla I | i (1982)                         |                          |                             | Absoluta PSOE-A                       |             |
| 2                                   | 29 de julio de 1986                 | José María Rodríguez de la Borbolla Camoyán | 26 de julio de 1990                 | ii (1986)           | 6 años, 4 meses y 12 días      |                            |                                  | Absoluta PSOE-A          | Rodríguez de la Borbolla II |                                       |             |
| 3                                   |                                     | Manuel María Chaves González                | 26 de julio de 1990                 | 1 de agosto de 1994 | 18 años, 8 meses y 12 días     | iii (1994)                 |                                  |                          | Absoluta PSOE-A             | Chaves I                              |             |
| 3                                   | 30 de julio de 1994                 | Manuel María Chaves González                | 13 de abril de 1996                 | iv (1996)           | 18 años, 8 meses y 12 días     |                            |                                  | Simple PSOE-A            | Chaves II                   |                                       |             |
| 3                                   | 13 de abril de 1996                 | Manuel María Chaves González                | 27 de abril de 2000                 | v (2000)            | 18 años, 8 meses y 12 días     |                            |                                  | Coalición PSOE-A+PA      | Chaves III                  |                                       |             |
| 3                                   | 27 de abril de 2000                 | Manuel María Chaves González                | 24 de abril de 2004                 | vi (2004)           | 18 años, 8 meses y 12 días     |                            |                                  | Coalición PSOE-A+PA      | Chaves IV                   |                                       |             |
| 3                                   | 24 de abril de 2004                 | Manuel María Chaves González                | 18 de abril de 2008                 | vii (2004)          | 18 años, 8 meses y 12 días     |                            |                                  | Absoluta PSOE-A          | Chaves V                    |                                       |             |
| 3                                   | 18 de abril de 2008                 | Manuel María Chaves González                | 7 de abril de 2009 (dimisión)       | viii (2008)         | 18 años, 8 meses y 12 días     |                            |                                  | Absoluta PSOE-A          | Chaves VI                   |                                       |             |
|                                     |                                     | Gaspar Carlos Zarrías Arévalo               | 7 de abril de 2009                  | viii (2008)         | 23 de abril de 2009            | 16 días                    |                                  | Absoluta PSOE-A          | Chaves VI                   |                                       |             |
| En funciones                        |                                     | Gaspar Carlos Zarrías Arévalo               |                                     | viii (2008)         |                                |                            |                                  | Absoluta PSOE-A          | Chaves VI                   |                                       |             |
| 4                                   |                                     | José Antonio Griñán Martínez                | 23 de abril de 2009                 | viii (2008)         | 5 de mayo de 2012              | 3 años, 4 meses y 13 días  | Griñán I                         | Absoluta PSOE-A          |                             |                                       |             |
| 4                                   | 5 de mayo de 2012                   | José Antonio Griñán Martínez                | 6 de septiembre de 2013 (dimisión)  | ix (2012)           |                                | 3 años, 4 meses y 13 días  |                                  | Coalición PSOE-A+IULV-CA | Griñán II                   |                                       |             |
| 5                                   |                                     | Susana Díaz Pacheco                         | 6 de septiembre de 2013             | ix (2012)           | 13 de junio de 2015            | 5 años, 4 meses y 12 días  | Díaz I                           | Coalición PSOE-A+IULV-CA |                             |                                       |             |
| 5                                   | 13 de junio de 2015                 | Susana Díaz Pacheco                         | 18 de enero de 2019                 | x (2015)            |                                |                            | Simple PSOE-A (soportada por Cs) | Díaz II                  |                             |                                       |             |
| 6                                   |                                     |                                             | Juan Manuel Moreno Bonilla          | 18 de enero de 2019 | 22 de julio de 2022            | 6 años, 5 meses y 27 días  | xi (2018)                        |                          |                             | Coalición PP-A+Cs (sostenida por Vox) | Moreno I    |
| 6                                   | 22 de julio de 2022                 | En el cargo                                 | Juan Manuel Moreno Bonilla          | xii (2022)          |                                |                            | Absoluta PP-A                    | Moreno II                |                             |                                       |             |